# Basquetbol
El basquetbol (IPA: [ˌbas.kədˈbɔɫ] ( escolteu-ho)), conegut popularmanet com a bàsquet (IPA: [ˈbas.kət]), és un esport practicat entre dos equips de cinc jugadors en joc cadascun, que cerquen d'introduir una pilota dins de la cistella defensada per l'equip contrari, amb l'objectiu d'aconseguir més punts que l'adversari, tot respectant les regles del joc.
El bàsquet va néixer als Estats Units l'any 1891, inventat per James Naismith, professor d'educació física de la YMCA Training School de Springfield (Massachusetts) a qui es va encarregar la invenció d'un esport que es jugués a una pista coberta, ja que els hiverns a aquella zona dificultaven qualsevol activitat a l'exterior. No obstant això, alguns historiadors atribueixen a la tribu maia l'origen del bàsquet, ja que practicaven un esport similar, el tlachtli.
L'associació juvenil YMCA va tenir un rol destacat en l'expansió del bàsquet tant pels Estats Units com per la resta del món. El 1893, Mel Rideout va organitzar el primer partit europeu a Montmartre (París). Simultàniament, Bob Gailey va anar a Tianjin (Xina), Duncan Patton a l'Índia, Genzabaro Ishikawa al Japó i C. Hareek a Pèrsia.
A inicis de segle xx, la Primera Guerra Mundial va estimular la difusió del bàsquet per Europa perquè el 1917, els Estats Units d'Amèrica van entrar a la guerra i, entre els soldats de la Força Expedicionària Americana que van ser enviats a Europa, hi havia molts mestres d'educació física que coneixien el bàsquet. A banda, Naismith també va passar dos anys a França amb l'YMCA durant aquest període. Posteriorment, es va popularitzar per tot el món gràcies a la creació de la Federació Internacional de Bàsquet el 1932 i és esport olímpic des dels Jocs Olímpics d'Estiu de 1936, celebrats a Berlín.
El basquetbol fou donat a conèixer a Catalunya pel pedagog català Eladi Homs i Oller l'any 1911 i es practicà per primer cop a Catalunya el 1913 a l'escola Vallparadís de Terrassa, fomentat per Alexandre Galí i Artur Martorell. Després de la Primera Guerra Mundial, el belga Emile Tiberghien incorpora el basquetbol al seu gimnàs del carrer Aragó de Barcelona. Malgrat aquestes primeres manifestacions basquetbolistes a casa nostra, s'accepta comunament que el basquetbol fou introduït a Catalunya el 1922 pel pare Eusebi Millan en formar els primers equips infantils al col·legi de les Escoles Pies de Sant Antoni de Barcelona.

## Història
Les primeres manifestacions d'activitats semblants al bàsquet les trobem el segle x aC a Amèrica, on els olmeques, un poble nadiu, jugaven un joc semblant al basquetbol anomenat pok-ta-pok. Al segle xvi els asteques jugaven una variació del joc anomenada ollamalizli o ichlachil.
El basquetbol, que probablement té la base en el joc alemany korbball, neix el desembre de 1891. El nord-americà de la Universitat de Springfield, Massachusetts, James A. Naismith és considerat com el pare i l'inventor del bàsquet. Aquest professor d'educació física, es va inventar un joc que consistia a fer passar una pilota per dintre un cercle. Esport de conjunt que va tenir el seu primer reglament l'any 1891.
Ràpidament s'estengué per tota l'Amèrica del Nord i aviat es professionalitzà. El primer partit entre universitats fou el 1895 entre Yale i Pennsilvània. El primer partit considerat professional es jugà a Trento (Nova York) el 1893. El 1898 es crea la primera lliga professional. El 1932 neix el campionat de la NCAA i el 1946 l'NBA (amb el nom de Basketball Association of America). La FIBA es funda el 1932.
Els soldats nord-americans que combateren en la Primera Guerra Mundial l'exportaren a Europa i l'any 1936 va ser ja admès com a esport olímpic.
El 1950 se celebren els primers Campionats del Món de bàsquet en categoria masculina a l'Argentina, i tres anys després se celebraria el primer campionat femení a Xile. Aquests campionats es continuen celebrant cada quatre anys, alternant-se amb els Jocs Olímpics.
El 1989, la FIBA va permetre la participació de professionals als Jocs Olímpics, ja que fins aleshores només hi participaven esportistes amateurs. Això va permetre la participació dels jugadors de l'NBA.

## El bàsquet aCatalunya
El basquetbol fou donat a conèixer a Catalunya pel pedagog català Eladi Homs i Oller arran de la seva estada d'ampliació d'estudis als EUA en les universitats d'Urbana i de Chicago. L'any 1911 escriví un article a la "Revista d'Educació" on descrivia les característiques del basquetbol i el recomanava a les classes d'educació física. Seguint aquestes recomanacions es practicà per primer cop a Catalunya l'any 1913 a l'escola Vallparadís de Terrassa, fomentat per Alexandre Galí i Artur Martorell, així queda reflectit en una nota apareguda al diari Crònica Social el 4 de març de 1913. Després de la Primera Guerra Mundial el belga Emile Tiberghien incorpora el basquetbol al seu gimnàs del carrer Aragó de Barcelona. Malgrat aquestes primeres manifestacions basquetbolistes a casa nostra, s'accepta comunament que el basquetbol fou introduït a Catalunya el 1922 pel pare Eusebi Millan, coneixedor d'aquest esport arran de la seva estada a Cuba, en formar els primers equips infantils al col·legi de les Escoles Pies de Sant Anton de Barcelona, a partir dels quals, l'any 1922, es forma el primer club de bàsquet català, el Laietà BBC. El primer partit que es va jugar a l'estat espanyol va tenir lloc el 8 de desembre de 1922 entre els clubs Laietà i Europa, al camp de futbol d'aquest i amb un resultat final de 8 a 2 favorable a l'Europa.
Aquest mateix any també es crea la Société Patrie, per la colònia francesa de Barcelona, i el CE Europa, el Barcelona BBC, l'American Stars, el Catalunya BBC i La France.
L'any 1923 es crea la Federació Catalana de Basquetbol i s'organitza el primer Campionat de Catalunya de bàsquet. Fou una lliga formada per 8 equips i va guanyar la SS Patrie.
El 31 de juliol d'aquest mateix any es constitueix la Federación Nacional de Basquetbol a Barcelona, essent president Fidel Bricall. També es constitueix el Comitè Regional de Catalunya. El 26 de febrer de 1925 es canvia el nom del comitè pel de Federació Catalana de Basquetbol. A Madrid, paral·lelament, s'havia constituït la Confederación Española de Basketball. No va ser fins a l'any 1933 que es fusionen ambdues organitzacions, formant-se l'actual Federación Española de Baloncesto, primer amb seu a Barcelona però que serà traslladada a Madrid el 1935.
La selecció catalana disputa el seu primer partit el 25 de març de 1927 al camp de futbol del FC Gràcia, contra l'equip argentí Hindú de Buenos Aires. Aquests últims es van emportar la victòria per 16-50 en un encontre on el resultat va ser el menys important, ja que va servir per aprendre molts aspectes tàctics i tècnics del bàsquet, molt més evolucionat a Amèrica, on ja feia anys que es practicava.

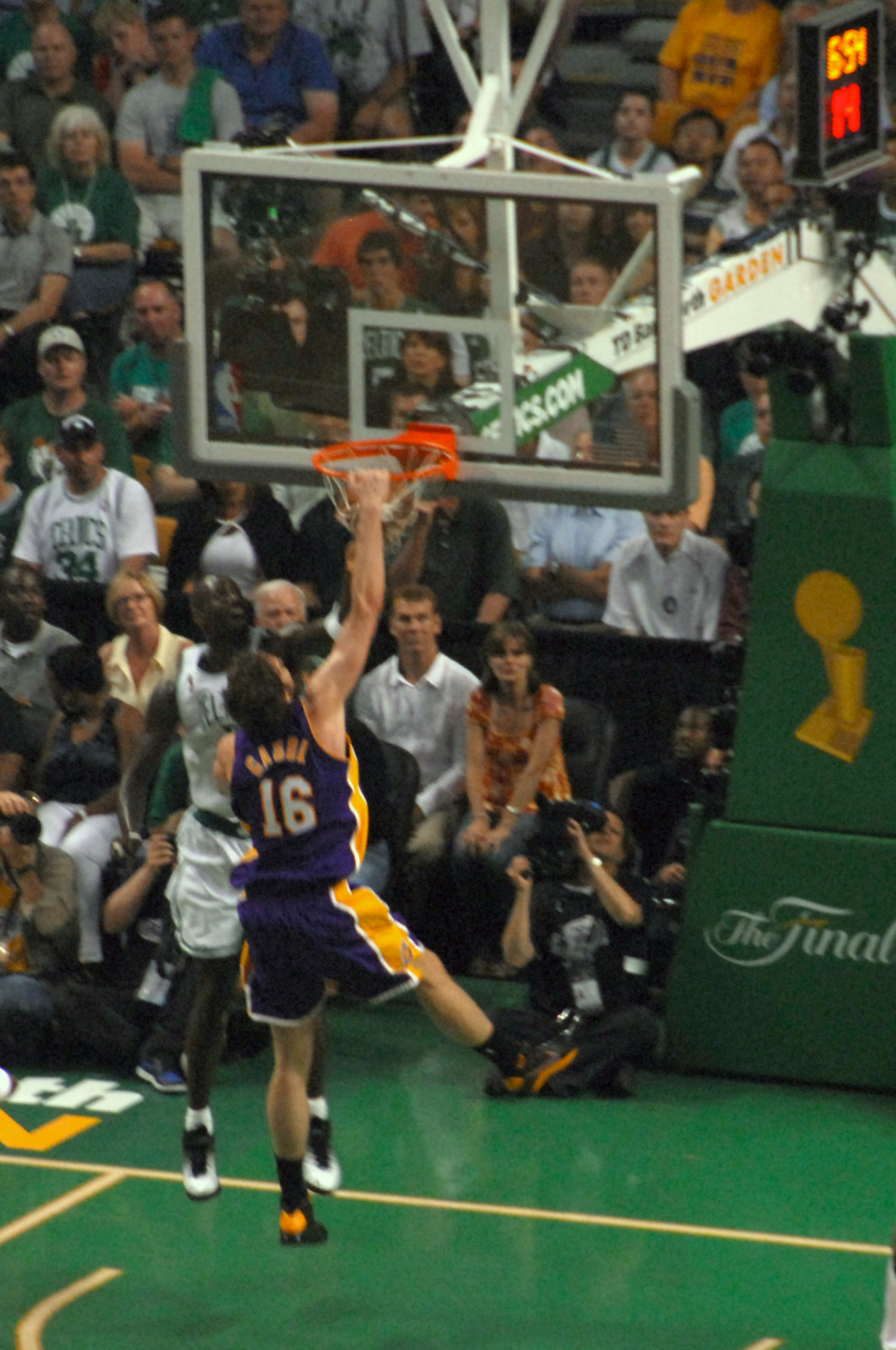
Pau Gasol, primer jugador català a l'NBA.

Un dels clubs que va potenciar el bàsquet femení a Catalunya fou el Club Femení i d'Esports de Barcelona que tenia la seu social i terrenys de joc al capdamunt del carrer Balmes de Barcelona. Era una entitat eminentment de sòcies femenines on es practicaven diferents especialitats esportives, entre elles el bàsquet. De les sòcies que més van lluitar en aquesta entitat va ser Aminda Valls, secretària particular del conseller de la Generalitat de Catalunya, Jaume Miravitlles. El club, creat l'any 1928, va ser el pioner del bàsquet femení; dos anys més tard, en motiu de l'Exposició Universal, es va jugar el primer torneig femení, en el qual també hi van participar el Laietà, el CE Europa, la UE Sants, la Societé Patrie, el Gimnàs Tiberghien o la US Hospitalet.
Badalona es va convertir ben aviat en la localitat catalana on més popularitat i tirada obtingué el bàsquet. El primer equip català de renom conegut l'anomenat Laietà i posteriorment altres equips com el Joventut de Badalona. El Picadero J.C. de Barcelona i la secció de bàsquet del Futbol Club Barcelona foren els altres principals equips catalans que disputaren els primers campionats de lliga espanyola enfrontant-se a conjunts com el Reial Madrid, l'Estudiantes del col·legi Ramiro de Maeztu de Madrid o la Sociedad Deportiva Kas de Bilbao.
Posteriorment, el Sant Josep de Badalona, el Círcol Catòlic de Badalona, la Unió Esportiva i Recreativa Pineda de Mar, el Bàsquet Manresa, el Club Bàsquet Granollers i, més recentment, el Club Bàsquet Girona i el Club Esportiu Lleida Basquetbol han estat també equips d'elit del bàsquet espanyol competint diverses temporades a la Lliga ACB (Associació de Clubs de Bàsquet). En la màxima competició europea cal destacar que dos equips catalans han aconseguit ser-ne campions: el Joventut de Badalona el 1994 i la secció de bàsquet del FC Barcelona el 2003 i el 2010.
Pel que fa a jugadors catalans n'hi ha cinc que han jugat a l'NBA: Pau Gasol (escollit número 3 del draft de l'NBA), Marc Gasol, Raül López, Joan Carles Navarro i Ricky Rubio.
En bàsquet femení caldria destacar l'equip Universitari, reanomenat UB Barça després d'un acord de col·laboració amb el FC Barcelona. El UB Barça fou un referent de la lliga femenina espanyola. Va aconseguir diverses copes de la reina i diverses lligues abans de desaparèixer, l'any 2007. Actualment, són el CB Olesa - Espanyol i el Cadí La Seu d'Urgell qui competeixen a la màxima categoria del bàsquet femení espanyol, la Lliga espanyola de bàsquet femenina.
La Fundació del Bàsquet Català l'any 2000, va engegar la designació anual d'una ciutat, poble o vila catalana com a "Ciutat del Bàsquet Català". La finalitat de la idea és per una banda el reconeixement a l'àmbit territorial elegit per la seva aportació al bàsquet, i d'altre significar també aquells àmbits territorials on els jugadors de bàsquet troben series dificultats per dur a terme l'activitat basquetbolistica i hi és necessari un suport i un suport incondicional que faci més conegut aquest esport i els valors formatius de la seva pràctica. Fins ara les ciutats escollides han estat Lleida, Girona, Mataró, Tarragona, L'Hospitalet de Llobregat, Badalona, Manresa, Castellar del Vallès, Sitges, Blanes, Tortosa, Vic i Terrassa.

## Marc del joc
- Durada: El temps del partit es divideix en quatre períodes de 10 minuts cadascun a l'àmbit del bàsquet FIBA, en quatre quarts de 12 minuts a l'NBA i en dues parts de 20 minuts a la NCAA. Un partit consta de quatre quarts, i això vol dir que són 40 minuts de partit més els temps morts, les fores i les interrupcions que pugui tenir un partit. A Catalunya, en categories més baixes com el minibàsquet són 8 parts de 6 minuts a temps corregut (no es para el temps quan la pilota no està en joc), a algunes categories d'infantil són 8 parts de 5 minuts (reglament Passarelle) i a partir del cadet ja es fan 4 parts de 10 minuts (reglament FIBA)

- Equips:
  - Jugadors: Només hi poden jugar un màxim de 5 jugadors alhora per equip. Un equip ha de presentar 5 jugadors per poder jugar un partit, però, per eliminació per personals, pot seguir jugant fins que només tingui un jugador. Aleshores l'equip infractor perdrà el partit automàticament
  - Suplents: Fins a 7 jugadors registrats a l'acta poden romandre a la banqueta amb opció a jugar
  - Entrenadors: Hi acostuma a haver dos entrenadors en un equip: el principal (decideix qui juga i qui no juga les jugades, etc.) i el secundari (ajuda a prendre les decisions al primer entrenador). A les lligues més potents econòmicament (ACB, NBA, etc.), el cos tècnic sol ser més extens, amb assistents per a cada aspecte del joc (atac, defensa, tàctica...)

- Inici del partit: un jugador de cada equip ha de col·locar-se dins del cercle central amb un peu prop de la línia del mig camp, situat cadascun d'ells en el seu camp. Els altres jugadors han d'estar fora del cercle. L'àrbitre llança la pilota verticalment des del centre del cercle i els dos jugadors salten verticalment per intentar desviar-la, sense agafar-la, cap a algun company del seu equip.

- Àrbitres: a la majoria de competicions solen ser dos àrbitres els encarregats de dirigir el partit, però a les lligues més potentes n'existeixen tres i per a unes altres amb molt baix pressupost o lligues de formació únicament n'hi ha un.

- Taula d'anotadors: la taula d'anotadors (anotador, ajudant d'anotador, cronometrador, operador de la llei de 24 segons i, si cal, comissari) controla totes les incidències del partit (tanteig, temps morts, temps de joc, faltes, canvis...) i elabora l'acta del partit.

### Principals regles del joc

#### Els cinc principis
Els 5 principis, segons James Naismith són: 
1. La pilota ha de ser lleugera i s'ha de controlar amb les mans.
2. Cal botar la pilota per a poder desplaçar-se.
3. No ha d'haver-hi contacte personal.
4. S'assoleixen punts en introduir la pilota en una cistella col·locada horitzontalment i elevada.
5. No hi ha restriccions de possessió a un jugador.

#### Infraccions
- Passes: després d'haver botat la pilota i tornar a agafar-la no es poden donar més de dues passes, encara que tampoc no se'n permet donar dos i quedar-se estàtic; s'ha de deixar anar la pilota immediatament. Fer "passes de sortida" consisteix a fer un pas immediatament, i aixecar el peu de pivot abans de començar a botar la pilota.
- Dobles: un jugador no pot botar la pilota amb les dues mans alhora. Si un jugador bota i para de fer-ho, pot passar o llençar però no tornar a botar-la. Tampoc pot saltar amb la pilota agafada amb les mans i tornar a caure amb la pilota agafada sense haver-la passat ni llençat.
- Camp enrere: l'equip atacant, una vegada hagi passat la pilota al camp ofensiu, no podrà retrocedir-la fins al camp propi, durant aquesta jugada, si algun jugador torna enrere serà una infracció assenyalada per l'àrbitre.

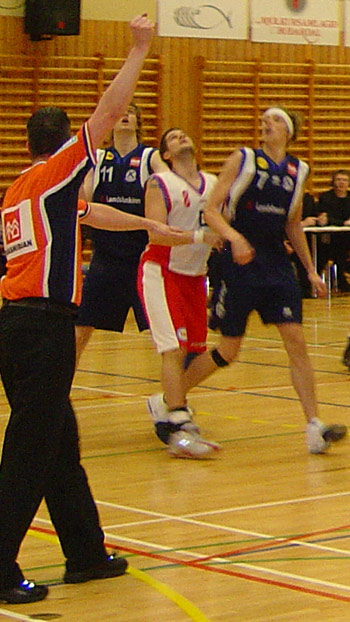
Àrbitre assenyalant falta.

- Falta personal: quan un jugador entra en contacte amb un adversari i li causa un desavantatge o l'atacant es beneficia (causant un avantatge). En fer-ho, serà castigat amb una falta personal. A la cinquena falta (6 en l'NBA) el jugador serà eliminat. Aquesta falta tant pot ser en atac com en defensa.
- Falta antiesportiva: la falta antiesportiva consisteix a posar en perill el físic de l'adversari. L'àrbitre castiga aquesta acció amb dos tirs lliures per al jugador que ha rebut aquesta falta i possessió per a l'equip atacant des de la línia de mig camp. Un jugador que hagi comès dues faltes antiesportives queda automàticament expulsat del partit.
- Falta tècnica: falta d'un jugador o d'un membre de la banqueta que suposa un comportament impropi en un partit de bàsquet. Es castiga aquesta acció amb un tir lliure per l'altre equip i després d'aquest pilota que jugarà de banda el rival de l'infractor, però l'entrenador pot triar el llançador dels tirs lliures. Dues faltes tècniques no tenen per què expulsar al jugador que les cometi.
- Falta desqualificant: falta personal o tècnica que comporta l'expulsió del terreny de joc i del partit del jugador o del membre de la banqueta que la comet; es castiga de la mateixa manera que una falta tècnica.
- Peus: la pilota no pot tocar els peus generant un avantatge per als atacants o els defensors, si ho fa, la possessió de la pilota passa a ser de l'equip contrari.
- Defensa il·legal: un jugador defensor no pot romandre més de tres segons a la zona de 3 segons sense defensar individualment a un atacant. Aquesta infracció es castiga amb un tir lliure (l'entrenador pot triar qui el llença) més possessió per a l'equip atacant des del mig camp (Norma únicament aplicable a l'NBA).

##### Definicions relacionades
- Pivotar: és el moviment en el qual es pot moure un peu en totes direccions, mentre que l'altre roman quiet a terra.
- Bonus: si un equip comet quatre faltes defensives en un període, a partir d'aquest moment totes les faltes personals defensives durant aquest període seran castigades amb dos tirs des de la línia de tirs lliures de la zona de l'equip infractor (situada a 4,60 m de la cistella, o 5,30 en mesures de l'NBA). Cada tir lliure aconseguit val un punt. També s'efectuaran dos tirs lliures sempre que un jugador rep una falta mentre es troba en acció de tir i després de les faltes tècniques, antiesportives o desqualificants. Quan el jugador rep una falta durant una jugada en la qual assoleix encistellar, es dona per vàlida la cistella i se li concedeix un tir lliure addicional. Quan el jugador rep una falta en intentar llançar des de la zona de 3 punts, se li concediran tres tirs lliures.

#### Altres regles relacionades amb temps màxims
- Tres segons: Un jugador atacant no pot passar més de tres segons a la zona, generant un avantatge per a ell o per al seu equip (rectangle o trapezi diferentment pintat de la resta de la zona), en aquest cas, la pilota passa a l'equip contrari.

- Cinc segons: El jugador que ha de fer la sacada de banda o de fons només té cinc segons per passar-la, si no ho aconsegueix, la pilota passa a l'equip contrari.

- Vuit segons: Quan un equip aconsegueix la possessió, té vuit segons per passar la pilota del camp defensiu fins a l'ofensiu, si no s'aconsegueix, la pilota passa a l'equip contrari

- Vint-i-quatre segons (o trenta-cinc segons a la NCAA): Aquest és el temps màxim perquè un equip aconsegueixi un llançament que toqui l'anella i/o la introducció de la pilota dins d'aquesta

#### Sistema d'anotació

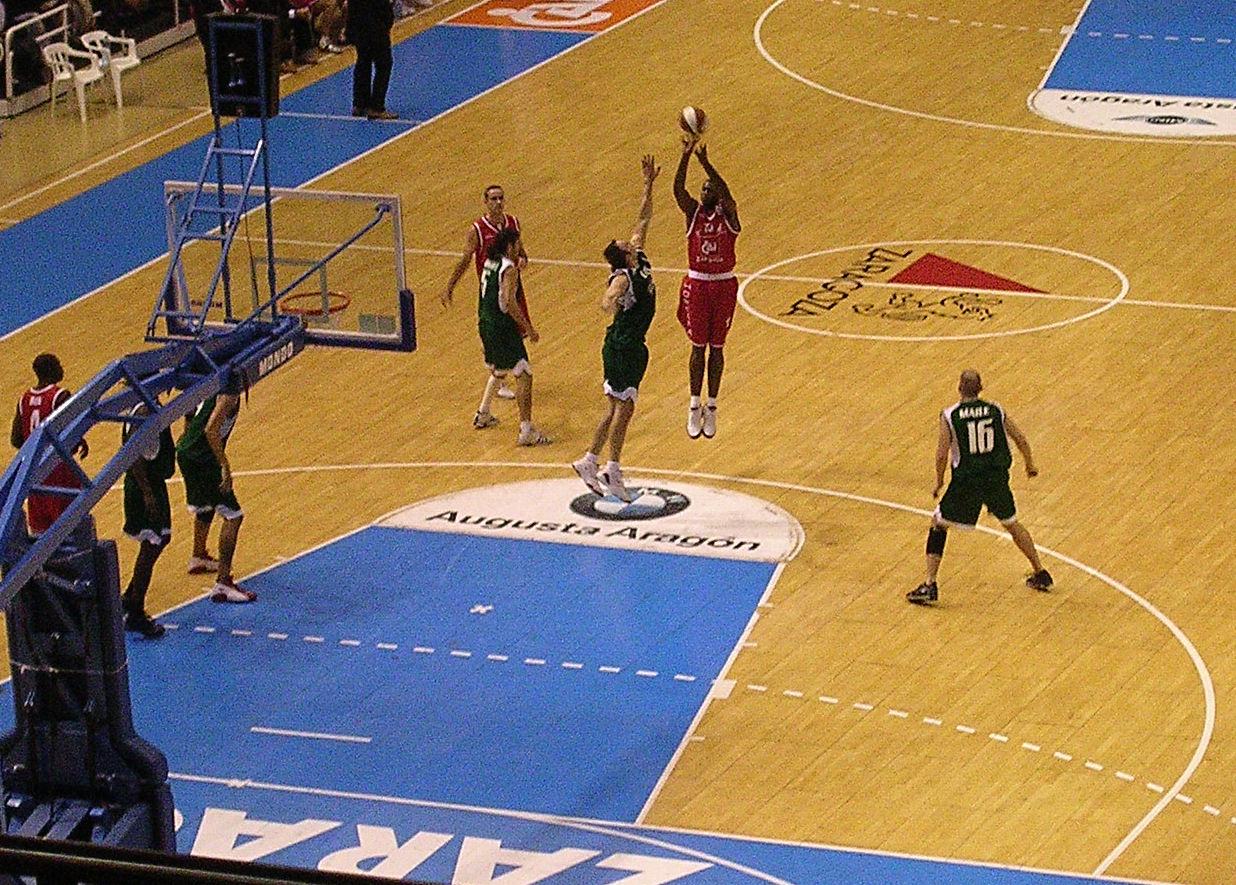
Llançament de 3 punts.

Existeixen tres sistemes de valoracions per als encistellaments, que són:
- 1 punt per a les cistelles fetes (amb el temps aturat) des de la línia de tir lliure (4,60 m. al reglament FIBA i 5,60 a l'NBA)

- 2 punts si la cistella està feta en temps de joc des d'una distància interior de la línia de 6,75 m.

- 3 punts, (també conegut com triple), si l'encistellament ha estat fet a través d'un llançament de més enllà de la línia de 6,75 m.

#### Característiques dels jugadors en les seves diferents posicions

Posicions al bàsquet. 1-Base, 2-Escorta, 3-Aler, 4-Aler pivot, 5-Pivot.

- Base: Sol ser el jugador més baix de l'equip. És l'encarregat de dirigir el partit (ordenar les jugades en atac i les posicions defensives en defensa) i és la prolongació de l'entrenador a la pista

- Escorta: Acostumen a ser més alts que el base, jugadors molt anotadors o grans defensors els quals són el principal objectiu de nombroses jugades de l'equip.

- Alers: Posició clau al bàsquet modern. Són els jugadors més polivalents de l'equip i han de dominar quasi tots els aspectes del joc.

- Aler pivot: Jugadors interiors més forts que els alers i una mica més baixets que els pivots. Normalment poden jugar per l'exterior.

- Pivots: Són els jugadors més alts d'un equip. Són els encarregats d'agafar els rebots i de vigilar que l'equip contrari no penetri dins de la línia de tir.

### Gestions tècniques bàsiques

#### Defensa
- Posició bàsica:

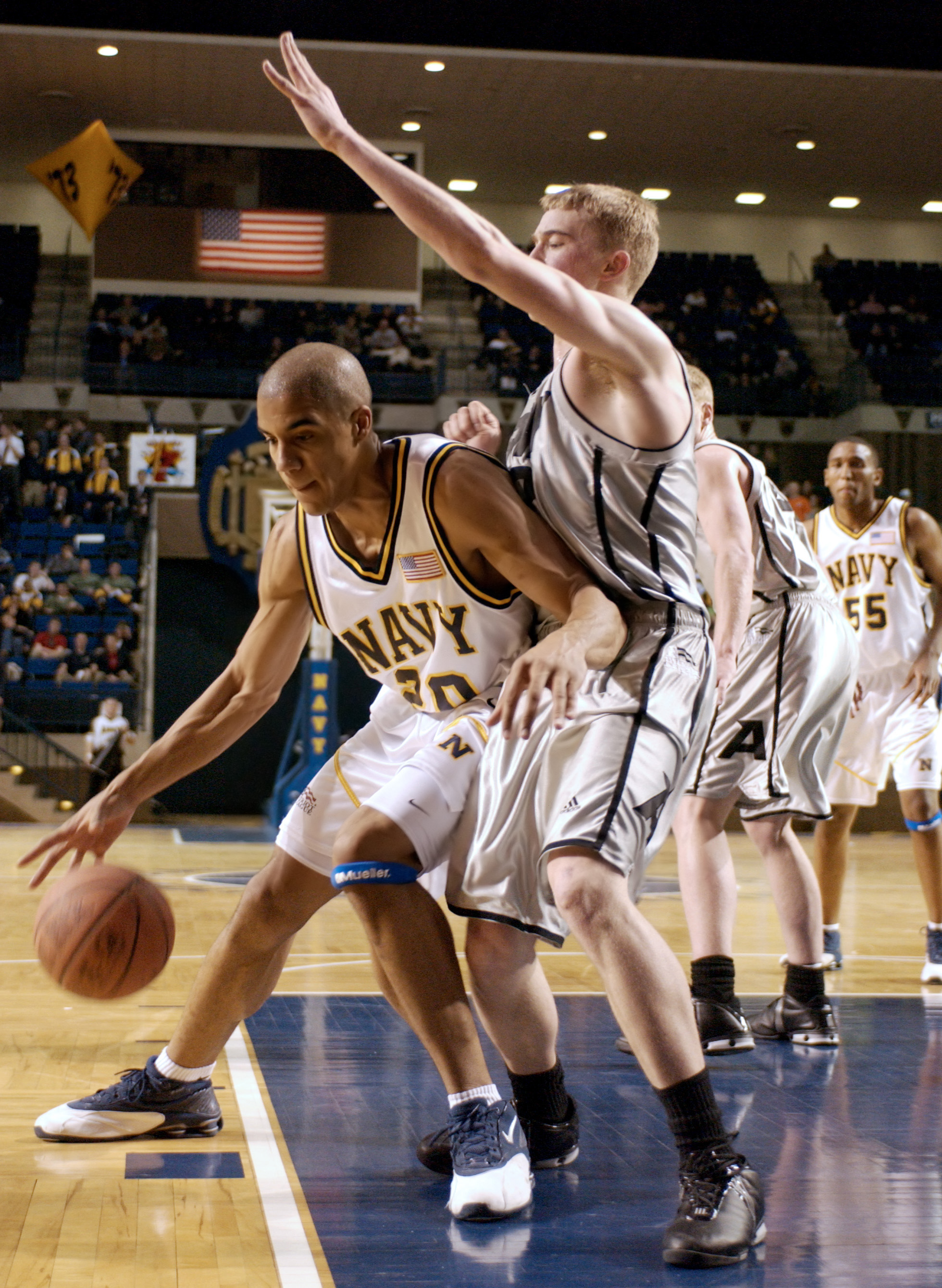
Defensa individual.

Es fa amb les cames flexionades, els peus una mica més separats que l'amplada de les espatlles, l'esquena (el tronc), recta per no perdre l'equilibri i el cap a l'altura de la pilota i mirant endavant per tenir una total visió dels teus companys i el teu adversari. S'ha d'intentar aturar l'atacant amb pilota únicament amb el tronc
- Anticipació:

És un moviment que es basa a interceptar la passada que un jugador contrari ha fet, per tal de sortir ràpidament al contraatac, o sortir des de darrere, d'una forma ordenada.
- Línia de passada:

És un moviment on el defensor intenta evitar que el seu atacant rebi la pilota. La posició que s'exerceix s'assembla a la posició bàsica: cames flexionades, braç més llunyà de la pilota contactant amb l'atacant i el braç més proper tapant una possible passada. Si l'atacant es vol moure, cal impedir el seu moviment amb el cos

##### Defensa individual
Cada jugador defensa a un atacant i està contínuament pendent d'ell per evitar que rebi la pilota o faci alguna jugada. S'usen els tres conceptes defensius mencionats anteriorment

##### Defensa en zona
Cada jugador té un tros del camp per a defensar, i ha d'evitar que entrin o passin els contraris. Aquesta defensa permet anul·lar interiors dominants i grans penetradors, però deixa el perímetre lliure i apareixen dubtes sobre la responsabilitat del rebot
Hi ha molts tipus de defensa amb zona, com per exemple:
- 2-1-2: Tres fileres de defensors, amb la distribució que té el seu nom. Cobreix bé la zona, l'espai frontal de la línia de 3 i les cantonades, però deixa espais a la resta del perímetre

- 2-3: Dos jugadors més avançats i tres jugadors adoptant una posició més conservadora. Cobreix bé el perímetre, però hi ha un buit gran entre les dues fileres de defensors
- 1-2-2: Un jugador molt avançat, dos jugadors cobrint les prolongacions del tir lliure i dos jugadors cobrint la prolongació de l'anella. Cobreix bé el perímetre i la zona, excepte la zona frontal de la línia de 3

- 3-2: Molt similar a la 2-3 (únicament un jugador de la segona filera passa a la primera). Mateixos avantatges i inconvenients que la zona 2-3

- 1-3-1: Similar a la 2-1-2 (un jugador de la primera i de la tercera filera passen a formar part de la segona). Cobreix molt bé la zona i el perímetre (excepte les cantonades). Segurament és la zona més difícil d'executar

##### Defensa Mixta
Unió de les defenses individuals i en zona. En destaquem tres tipus:
- Caixa i un: el millor defensor defensa l'estrella rival individualment. La resta de jugadors formen un quadrat al voltant de la zona de 3 segons (dos jugadors a les prolongacions del tir lliure i els altres dos a les prolongacions del tauler)
- Diamant i un: molt similar a la caixa i un, però els defensors restants formen un diamant al voltant de la zona de 3 segons (un defensor al tir lliure, un altre sota la cistella i els altres dos completant els vèrtex del rombe/diamant)
- Triangle i dos: els dos millors defensors defensen les dues estrelles rivals individualment. La resta de jugadors formen un triangle (un jugador se situa al mig de la zona de 3 segons i els altres dos es col·loquen a les prolongacions del tauler)

## La pista, la cistella i la pilota de bàsquet

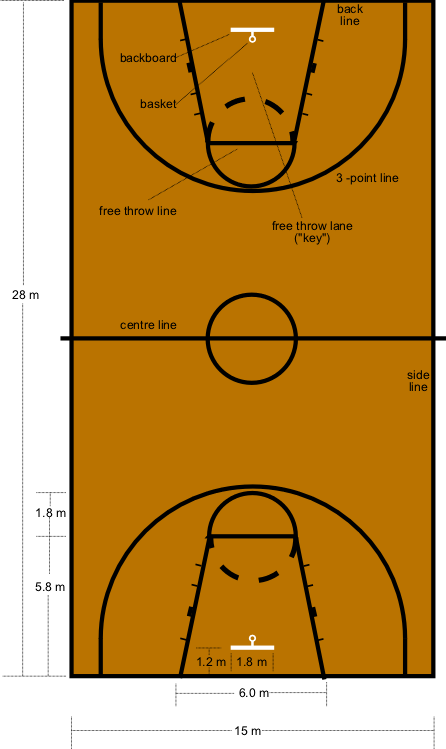
La pista de joc.

### La pista de joc
- Una pista de bàsquet és un rectangle de superfície dura, llisa i lliure d'obstacles, que té entre 12,8 i 15,2 metres d'amplada, i d'entre 22,5 i 28,6 metres de llargada.
- El perímetre de la pista ha de tenir dos metres de marge lliure d'obstacles.
- La distància del primer obstacle que es trobi sobre la pista, ha de ser com a mínim de 7 metres.
- El terreny de joc està dividit en dues meitats iguals, separades per una línia paral·lela equidistant de les línies de fons, anomenada línia de mig camp.
- Al centre de la línia de mig camp hi ha el cercle central, que mesura 3,6 metres de diàmetre.

Per a cada equip la meitat que conté la cistella que es defensa, s'anomena mig camp defensiu i la meitat de la pista on hi ha la cistella en la qual es pretén anotar s'anomena mig camp ofensiu.
- Sobre les línies de fons se situen les cistelles, que estan a 3,05 metres d'alçada i s'introdueixen 1,20 metres sobre el terreny de joc.
- Paral·lela a la línia de fons hi ha la línia de tirs lliures, que es troba a 5,80 m de la línia de fons i a 4,60 de la cistella. El cercle on es troba la línia de tirs lliures té un diàmetre de 3,6 metres. Les línies mesuren 6 cm. d'ample.
- La línia de tres punts està situada a 6,75 m de distància de la cistella (excepte a l'NBA, que es troba a 7,24m).

### La pilota de bàsquet

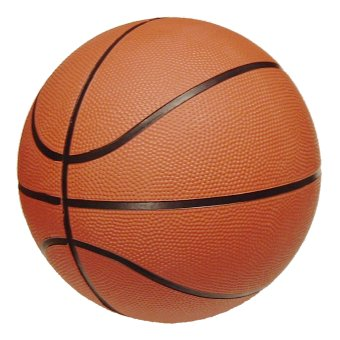
La pilota clàssica

La pilota de bàsquet ha de ser, evidentment, esfèrica, de cuir o pell rugosa, o material sintètic, que faciliti agafar-la pels jugadors amb les mans suades. Tradicionalment és de color taronja, amb línies negres, però hi ha moltes variants. Les pilotes d'indoor (pavelló cobert) i outdoor (exterior) es diferencien en el material del qual estan recobertes.

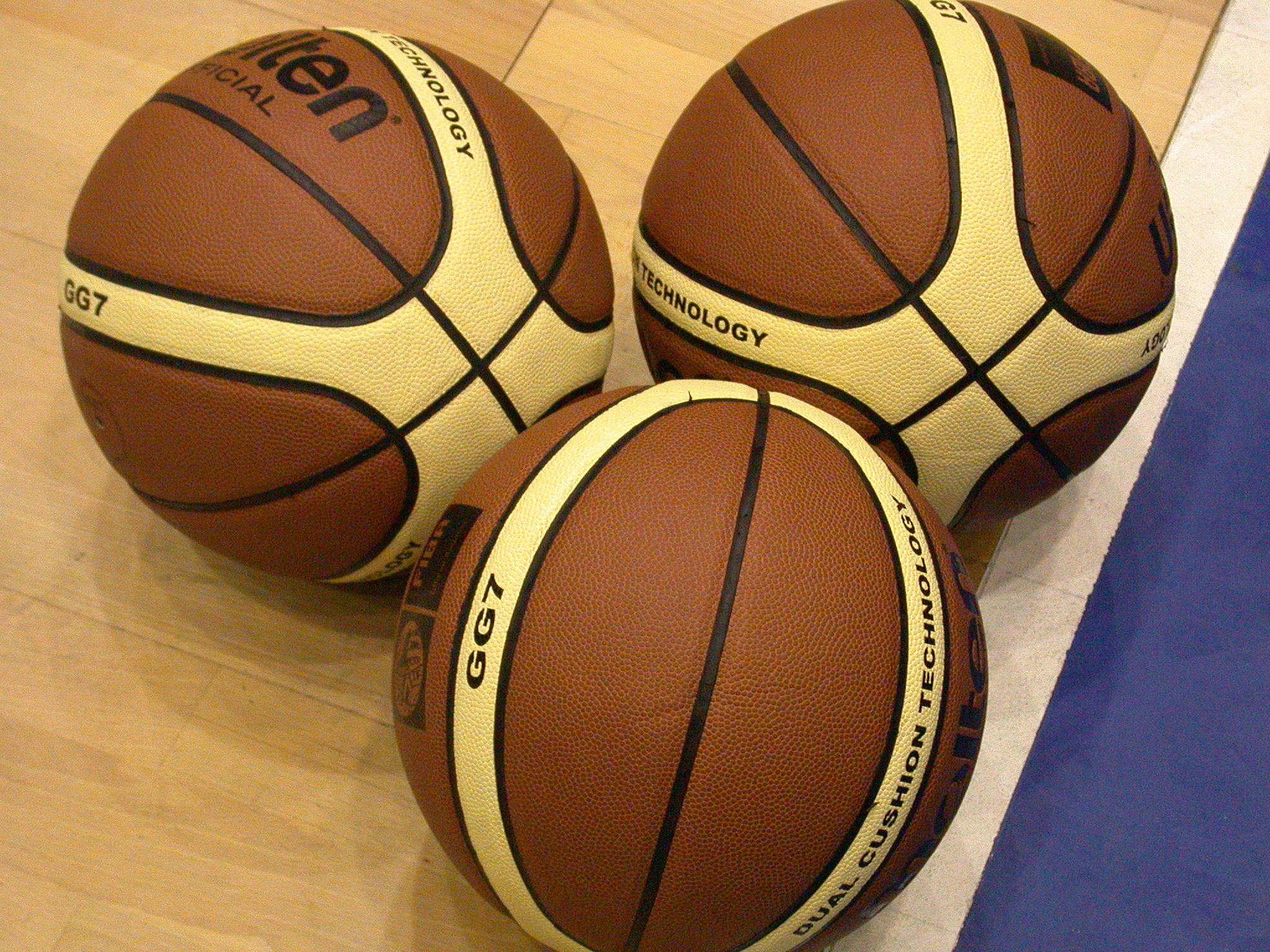
El nou disseny FIBA

A partir de la temporada 2004-05 la FIBA ha adoptat per a les seves competicions una pilota amb bandes clares grogues sobre el clàssic color de fons taronja, per a millorar la visibilitat de la pilota tant pels jugadors com pel públic.
Des de l'any 2007 a Espanya s'utilitza una pilota amb franges negres, sobre el qual es discuteix la seva durada, ja que rellisca en excés.
- Circumferència: 68 - 73 cm
- Diàmetre: 23-24 cm
- Massa: 567 - 610 g

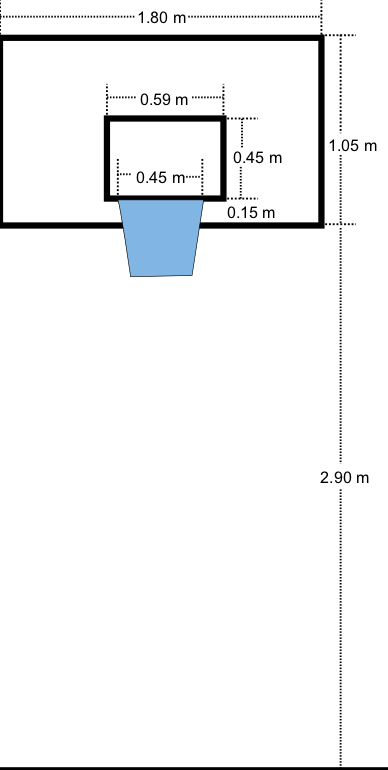
Cistella de bàsquet.

S'utilitzen tres mides diferents corresponents a tres grandàries i pesos segons les categories: el nombre "7", utilitzat per a bàsquet masculí, el "6" per a bàsquet femení, i el "5" per a minibàsquet i preinfantils (nens de 8 a 12 anys generalment).

### Cistella de bàsquet
El tauler de la cistella és d'1,05 metres d'alt i 1,80 m. d'ample. En la part central inferior, es troba un rectangle de 0,59 m d'amplada i 0,45 m d'alçada i que està elevat del tauler per la part baixa 0,15 m, en l'interior del rectangle es troba el suport de la cistella que mesura 0,45 m d'ample. El cercle de la cistella ha de tenir un diàmetre de 45,7 cm.

## Organismes rectors
L'organisme encarregat de dirigir el bàsquet en l'àmbit internacional és la Federació Internacional de Bàsquet, més coneguda pel seu acrònim FIBA, amb seu a Gènova, Itàlia.
La Federació Internacional de Bàsquet es va fundar el 18 de juny de 1932 a Ginebra per vuit països fundadors: l'Argentina, Txecoslovàquia, Grècia, Itàlia, Lituània, Portugal, Romania i Suïssa; sota el nom de Fédération Internationale de Basketball Amateur.
Organitza cada quatre anys els Campionats del Món de bàsquet masculí des de 1950, i des de 1953 també en categoria femenina.
Existeixen cinc confederacions de la FIBA a Europa, Amèrica, Àsia, Àfrica i Oceania.
En l'àmbit català, l'ens que organitza les competicions regionals com la Copa Catalunya i dirigeix la selecció catalana és la Federació Catalana de Bàsquet.
Al País Valencià la Federació Valenciana de Bàsquet s'ocupa d'organitzar les competicions de nivell autonòmic, dirigint també les seleccions valencianes de bàsquet.
Els campionats de les Illes Balears són organitzats per la Federació de Bàsquet de les Illes Balears.
A Andorra existeix la Federació Andorrana de Basquetbol.

### Bàsquet sobre cadira de rodes

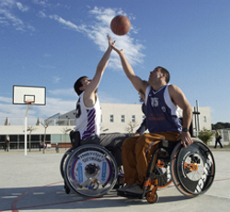
Bàsquet sobre cadira de rodes

El principal organisme responsable de les competicions de bàsquet sobre cadira de rodes és la Federació Internacional de bàsquet amb cadira de rodes (IWBF). S'encarrega de desenvolupar les regles de joc, els campionats mundials i els campionats continentals.
A Catalunya, l'ens que organitza les competicions d'aquesta disciplina és la Federació Catalana d'Esports de Discapacitats Físics. A les Illes Balears les organitza la Federació Balear d'Esports per persones amb Discapacitat i al País Valencià la Federació d'Esports adaptats del País Valencià.

## Competicions
Hi ha diferents competicions de bàsquet arreu del món, que poden ser o bé entre clubs o entre seleccions estatals. Les principals competicions del món del bàsquet són:

### Entre seleccions estatals
- Jocs Olímpics
- Campionat del Món de bàsquet masculí
- Campionat del Món de bàsquet femení
- Campionat d'Europa de bàsquet masculí

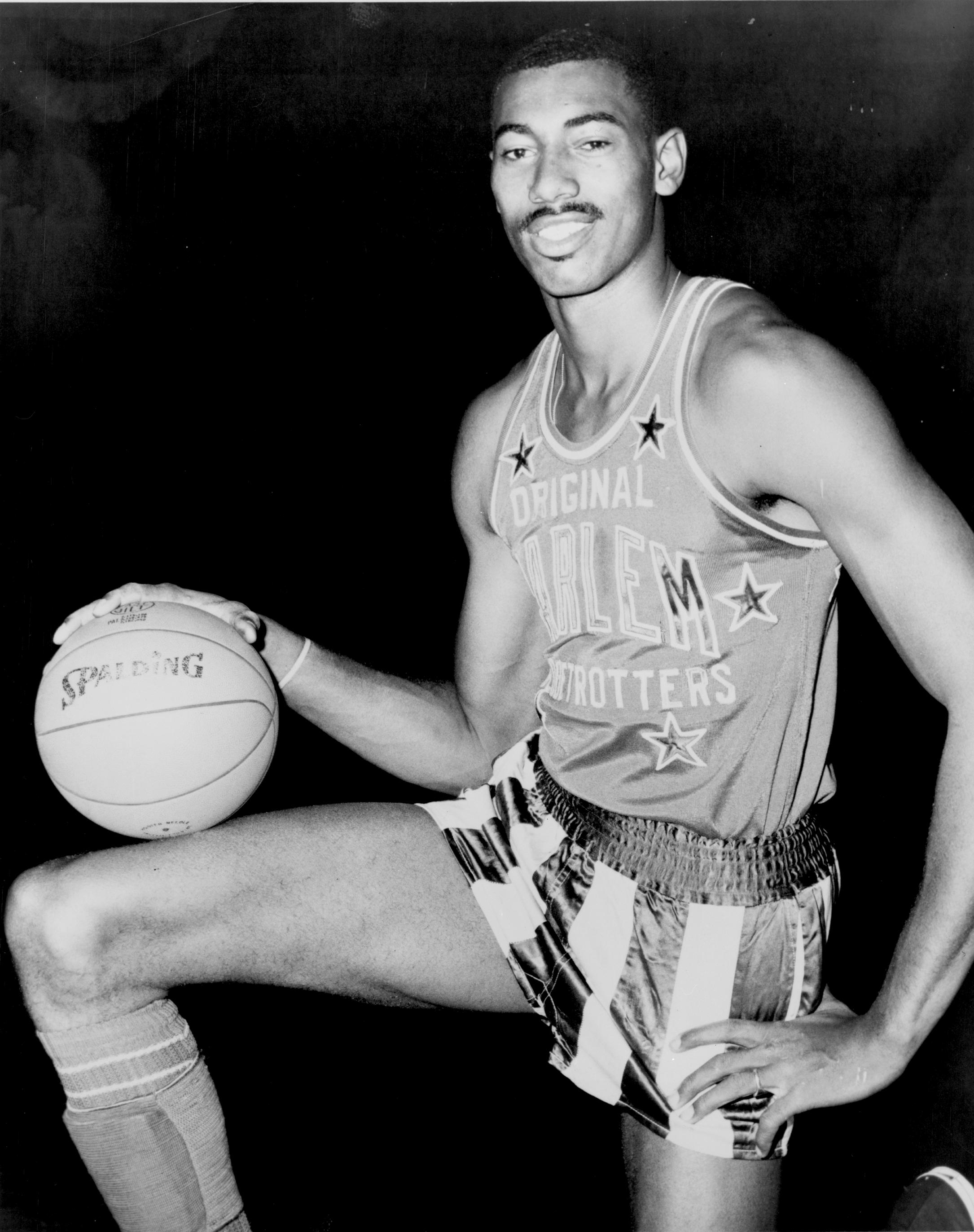
Wilt Chamberlain, un dels millors jugadors de la història de l'NBA.

- Campionat d'Europa de bàsquet femení
- Torneig de les Amèriques masculí
- Torneig de les Amèriques femení

### Entre clubs
- NBA
- WNBA
- Eurolliga de bàsquet
- Copa ULEB
- FIBA EuroCup
- FIBA EuroCup Challenge
- Copa Korac (desapareguda)
- Recopa d'Europa de bàsquet (desapareguda)
- Lliga ACB de bàsquet
- Lliga italiana de bàsquet
- Lliga grega de bàsquet
- Lliga francesa de bàsquet
- Lliga Nacional Catalana ACB
- Campionat de Catalunya de bàsquet (desaparegut)

## Categories i competicions catalanes
Segons l'edat i el sexe, s'organitzen les diferentes lligues per categories. La Federació Catalana de Basquetbol organitza el bàsquet de la següent manera:
| Categoria i sexe    | Edat       | Competicions |
| ------------------- | ---------- | --- |
| Sènior masculí      | +18 anys   | Copa Catalunya de bàsquet masculina Primera Catalana de bàsquet masculina Segona Catalana de bàsquet masculina Tercera Catalana de bàsquet masculina Campionats territorials sènior de bàsquet masculí ------------ Campionat de Catalunya Sots 25 masculí |
| Sènior femení       | +18 anys   | Copa Catalunya de bàsquet femenina Primera Catalana de bàsquet femenina Segona Catalana de bàsquet femenina Tercera Catalana de bàsquet femenina Campionats territorials sènior de bàsquet femení ------------ Campionat de Catalunya Sots 25 femení       |
| Sots 21 masculí     | 18-21 anys | Campionat de Catalunya sots 21 masculí preferent Campionats territorials sots 21 de bàsquet masculí |
| Sots 21 femení      | 18-21 anys | Només existeix a Barcelona. Campionat Territorial Sots 21 Femení de Barcelona |
| Júnior masculí      | 16-18 anys | Campionat de Catalunya júnior masculí preferent Campionat de Catalunya júnior masculí interterritorial Campionats territorials júniors de bàsquet masculí                                                                                                  |
| Júnior femení       | 16-18 anys | Campionat de Catalunya júnior femení preferent Campionat de Catalunya júnior femení interterritorial Campionats territorials júniors de bàsquet femení |
| Cadet masculí       | 14-16 anys | Campionat de Catalunya cadet masculí preferent Campionat de catalunya cadet masculí 1r any Campionat de Catalunya cadet masculí interterritorial Campionats de promoció cadet de bàsquet masculí                                                           |
| Cadet femení        | 14-16 anys | Campionat de Catalunya cadet femení preferent Campionat de catalunya cadet femení interterritorial Campionats de promoció cadet de bàsquet femení |
| Infantil masculí    | 13-14 anys | Campionat de Catalunya infantil masculí preferent Campionats territorials de promoció infantil masculí |
| Infantil femení     | 13-14 anys | Campionat de Catalunya infantil femení preferent Campionats territorials de promoció infantil femení |
| Preinfantil masculí | 12-13 anys | Campionats territorials de promoció preinfantil masculí |
| Preinfantil femení  | 12-13 anys | Campionats territorials de promoció preinfantil femení |
| Mini masculí        | 10-12 anys | Campionats territorials de promoció mini masculí |
| Mini femení         | 10-12 anys | Campionats territorials de promoció mini femení |
| Premini masculí     | 8-10 anys  | Campionats territorials de promoció premini masculí |
| Premini femení      | 8-10 anys  | Campionats territorials de promoció premini femení |
| Premini mixt        | 8-10 anys  | Campionats territorials de promoció premini mixt |